# PNU-22394
PNU-22394 je lek koji deluje kao agonist na serotoninskim 5-HT2 receptorima, sa većim afinitetom vezivanja za 5- i  i nešto manjim za , mada je on pun agonist , a parcijalni agonist za 5-HT2A i 5-HT2B. On proizvodi anoreksične efekte kod životinja i ljudi. Ovaj lek nije razvijen meri neophodnoj za medicinsku upotrebu.